# 漚汪堡
漚汪堡（臺灣話：Au-âng-pó），是台灣南部自清治時期至日治初期的一個行政區劃，其範圍即今台南市的將軍區。
漚汪堡西邊瀕臨台灣海峽，北邊為學甲堡，東邊為佳里興堡，南邊為蕭壠堡。

## 管轄街庄
漚汪堡共轄7個庄：
- 今將軍區境內：漚汪庄、苓仔藔庄、巷口庄、角帶圍庄、將軍庄、山仔腳庄、口藔庄